# Юліан (Сас-Куїловський)
Митрополи́т Юліа́н Сас-Куїло́вський (у світі Юліа́н Куїло́вський гербу Сас, пол. Julian Kuiłowski herbu Sas; 1 травня 1826, Конюшки-Королівські — 4 травня 1900, Львів) — єпископ Української греко-католицької церкви; з 30 серпня 1899 року — Митрополит Галицький та Архієпископ Львівський — предстоятель Української Греко-Католицької Церкви.

## Життєпис
Народився 1 травня 1826 року в сім'ї пароха села Конюшки-Королівські, шляхтича гербу Сас Венедикта Куїловського та його дружини — Катерини з Кущикевичів.
Навчався у тривіальній школі в Рудках, головній німецькомовній школі (Самбір), гімназії у Львові, яку закінчив 1845 року. З 1846 року — на філософському факультеті Львівського університету, цього року його відрахували за участь (чи підозри) у революційному русі. Перевівся навчатись до Перемишля (філософія). 1847 року перервав навчання, почав практику в Дирекції скарбу.
Поновився під час революції 1848-го на 2-й курс Львівського університету, водночас був сотником Академічної гвардії в Перемишлі. Після розгрому революціонерів у Львові 1 листопада 1848 року був на короткий час арештований. Звільнившись, виїхав до Пряшева, де вступив до легіону генерала Висоцького. Потім воював у складі польського легіону генерала Юзефа Бема угорської революційної армії, учасник битви під Сегедом. Після поразки повстання в серпні 1849 року перебував тимчасово в Сербії та Болгарії. Упродовж 1848—1850 рр. — капітан турецької армії під командуванням Османа-Паші.
За сприянням князя Адама Чарторийського отримав дозвіл на мешкання в Парижі. За сприяння колишнього «змартвихвстанця» о. Іполита Терлецького був прийнятий навчатись у новоствореному руському колегіумі для східних місій. Богослів'я закінчив у Парижі (1851–1854), під час навчання познайомився з Адамом Міцкевичем. Висвячення в ієреї отримав за католицьким обрядом в Римі 1 квітня 1854 року з обов'язком відправляти літургії за східним обрядом. Війна в Криму перешкодила виїхати з місіями до Болгарії, тому 2 роки був душпастирем в Парижі. 1856 року був викликаний до Риму, відправлений на острів Керкіра; звідти через хворобу повернувся до Парижу.
Амністований 1857 року, невдовзі прибув до Перемиської єпархії, де жив у монастирі. Вікарій в Руському Селі, в 1859 році — перший парох УГКЦ тут; провів в Руському Селі 25 років. Сапіги поважали його як шляхтича, що навчався в Парижі, сприяли спільній з Перемиським єпископом Іваном Ступницьким поїздці до Риму в 1878 році. 1878 року отримав від Папи Льва ХІІІ титул таємного папського камергера.
1882 року був іменований крилошанином Перемиського собору. Потім став катедральним проповідником, парохом, ректором духовної семінарії в Перемишлі (1883—1884 рр.), віце-офіціялом суду єпископів. В березні 1887 року став архипресвітером та керуючим новоствореної Станіславівської єпархії УГКЦ.
1890—1891 — єпископ-суфраган (помічник) Перемиський та титулярний єпископ Hephaestus — помічник Перемиського єпископа Івана Ступницького, єпископські свячення прийняв 26 червня 1890 року.
З 3 серпня 1891 року — єпископ Станиславівської єпархії. З вересня 1891 до 1899 року — другий єпископ-ординарій Станіславівської єпархії УГКЦ.
В 1893 році з галицькими прочанами побував у Римі, мав спеціальну аудієнцію Папи Лева ХІІІ. Під час зворотньої дороги 8 червня 1893 р. на «двірці» у Відні його та митрополита Сильвестра Сембратовича «зневажили» представники радикальної української молоді.
23 травня 1898 року став асистентом папського трону. 16 (28) грудня 1898 року став наступником Митрополита Галицького. 22 січня 1899 року — номінований на посаду цісарем, затверджений Ватиканом 30 серпня. 14 вересня 1899 року відмовився від пишної церемонії входження на посаду Митрополита Галицького, 6000 ринських офірував бідним. У квітні 1900 року отримав від цісаря Франца Йозефа І придворний чин таємного радника з титулом ексцеленції.
Жив скромно, багато жертвував на церковні потреби, найбільше — 15 000 ринських — на оновлення «катедрального храму». За даними польського дослідника Чеслава Лєхіцького (ПСБ, 1970), був мало популярним серед українців через «просякнутість» західноєвропейською та польською культурами.
Помер 4 травня 1900 року в Львові й був похований у гробниці галицьких митрополитів і крилошан на Личаківському цвинтарі.